# Confessions of a Wife

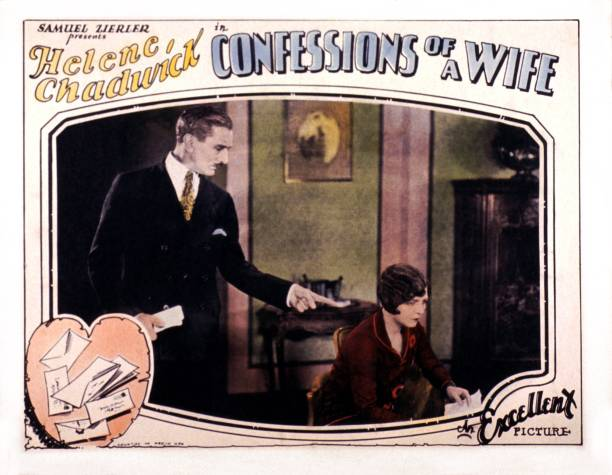
Carte promotionnelle du film.

Confessions of a Wife est un film américain réalisé par Albert H. Kelley, sorti en 1928.

## Synopsis
Une femme mariée perd de grosses sommes d'argent en jouant aux cartes. Ses créanciers la font chanter pour qu'elle puisse être invitée à un bal où les riches porteront leurs bijoux les plus précieux. Elle accepte leurs conditions, mais contacte également la police qui parvient à déjouer le complot.

## Fiche technique
- Réalisation : Albert H. Kelley
- Scénario : Owen Davis d'après Confessions of a wife ou From mill to millions (vers 1904)[1]
- Producteurs : Samuel Zierler, Burton L. King
- Photographie : M.A. Andersen, Louis Dengel
- Production : Excellent Pictures
- Distributeur : Excellent Pictures
- Durée : 70 minutes
- Date de sortie : 10 décembre 1928

## Distribution
- Helene Chadwick : Marion Atwell
- Arthur Clayton : Paul Atwell
- Ethel Grey Terry : Mrs. Livingston
- Walter McGrail : Henri Duval
- Carl Gerard : Handsome Harry
- Clarissa Selwynne : Mrs. Jonathan
- Sam Lufkin : Bumby Lewis
- De Sacia Mooers : Dupree
- Suzanne Rhoades : Annette Pringle